# Bistum Trivento
Das Bistum Trivento (lateinisch Dioecesis Triventina, italienisch Diocesi di Trivento) ist eine Diözese der römisch-katholischen Kirche in Italien mit Sitz in Trivento. 

## Geschichte
Es wurde im 10. Jahrhundert gegründet und ist Suffragan der Kirchenprovinz Campobasso-Boiano.
Am 24. Februar 2025 verfügte Papst Franziskus die Vereinigung des Bistums Trivento in persona episcopi mit dem Bistum Isernia-Venafro. Bischof der so vereinigten Bistümer wurde der Bischof von Isernia-Venafro, Camillo Cibotti.